# روبن هيوز
روبن هيوز (بالإنجليزية: Robin Hughes) هو ممثل أمريكي، ولد في 7 يونيو 1920 في الأرجنتين، وتوفي في 10 ديسمبر 1989 بلوس أنجلوس في الولايات المتحدة.

## أعمال

### أفلام
- (1951) الوضع الراهن
- (1958) العمة مامي

## وصلات خارجية
- روبن هيوز على موقع IMDb (الإنجليزية)
- روبن هيوز على موقع قاعدة بيانات الفيلم (الإنجليزية)